# 1399 Teneriffa
1399 Teneriffa è un asteroide della fascia principale. Scoperto nel 1936, presenta un'orbita caratterizzata da un semiasse maggiore pari a 2,2157603 UA e da un'eccentricità di 0,1663431, inclinata di 6,50670° rispetto all'eclittica. Il suo nome deriva dall'isola di Tenerife nelle Isole Canarie.
L'asteroide prende il suo nome dall'isola di Tenerife, la maggiore delle Isole Canarie.